# Enoch Derant Lakoué
Enoch Derant Lakoué (* 5. Oktober 1944 in Fort Lamy, Tschad) ist ein zentralafrikanischer Politiker, der vom 26. Februar 1993 bis 25. Oktober 1993 Premierminister der Zentralafrikanischen Republik war.

## Frühe Lebensjahren
Lakoué wurde 1944 im heutigen N’Djamena im Tschad geboren. Er gehört der ethnischen Gruppe der Gbaya an. Von 1960 bis 1962 studierte er am Lycée Emile-Gentil in Bangui und studierte anschließend Volkswirtschaftslehre.

## Politische Karriere
Am 16. Februar 1968 wurde er zum stellvertretenden Direktor für Handel und Industrie ernannt und am 1. Februar 1969 zum Direktor für Industrie befördert. Präsident Jean-Bedel Bokassa ernannte Lakoué am 25. Juni 1970 zum Verkehrsminister. Er wurde am 19. August zum Industrieminister ernannt und Handelsminister am 25. November. Lakoué wurde am 29. Dezember 1971 zum Minister für Finanzen, Industrie und Handel ernannt und bekleidete diese Funktion bis zum 27. Oktober 1972. Danach war er bis 1982 Generaldirektor der Banque de developmentpement des etats de l'Afrique centrale (BDEAC). arbeitete auch für die Weltbank, das Entwicklungsprogramm der Vereinten Nationen und die UNESCO.
Lakoué war kurzzeitig Mitglied der Bewegung zur Befreiung des zentralafrikanischen Volkes, angeführt von Ange-Félix Patassé. Lakoué war der Kandidat der Sozialdemokratischen Partei bei den Präsidentschaftswahlen im August 1993 und erhielt 2,39 % der Stimmen. Er wurde im Februar 1993 zum Premierminister ernannt, trat jedoch im Oktober zurück, nachdem es ihm nicht gelungen war, größere Oppositionsparteien in die Regierung zu bringen. Bei den Präsidentschaftswahlen im September 1999 kandidierte er erneut für das Präsidentenamt und erhielt 1,33 % der Stimmen. Nach den Wahlen 1999 weigerte er sich, eine von den anderen Oppositionskandidaten unterzeichnete Erklärung zu unterzeichnen, die die Wahl aufgrund von Unregelmäßigkeiten anprangerte, die Ergebnisse im Voraus ablehnte und zum Widerstand der Bevölkerung aufrief; Lakoué sagte, er sei „nicht für Unordnung“ und seine Opposition gegen die Regierung sei gemäßigt.